# Tanjung Aman (Darul Hasanah)
Tanjung Aman is een bestuurslaag in het regentschap Aceh Tenggara van de provincie Atjeh, Indonesië. Tanjung Aman telt 370 inwoners (volkstelling 2010).